# جيمس فلوود
جيمس فلوود (بالإنجليزية: James Flood)‏ هو مخرج أمريكي، ولد في 31 يوليو 1895 في نيويورك في الولايات المتحدة، وتوفي في 4 فبراير 1953 في هوليوود في الولايات المتحدة.

## وصلات خارجية
- جيمس فلوود على موقع IMDb (الإنجليزية)
- جيمس فلوود على موقع أول موفي (الإنجليزية)
- جيمس فلوود على موقع قاعدة بيانات الأفلام السويدية (السويدية)
- جيمس فلوود على موقع قاعدة بيانات الفيلم (الإنجليزية)
- جيمس فلوود على موقع كينوبويسك (الروسية)